# Bjorn Kristensen (calciatore 1993)
Bjorn Kristensen, scritto anche Bjørn Kristensen (Marsa Scirocco, 5 aprile 1993), è un calciatore maltese di origini danesi, centrocampista dell'Hibernians e della nazionale maltese.

## Biografia
È nato a Malta, da padre danese e madre maltese.

## Carriera

### Club
Inizia a giocare a calcio nella scuola calcio Hessel Gods. Nel 2009 viene tesserato dal Silkeborg, che lo aggrega al proprio settore giovanile. Nel 2010 torna a Malta, accordandosi con l'Hibernians. Il 5 luglio 2012 esordisce nelle competizioni europee in Sarajevo-Hibernians (5-2), incontro preliminare valido per l'accesso alla fase a gironi di UEFA Europa League.
Il 17 dicembre 2022, in occasione della gara persa 4-0 contro il Valletta, raggiunge le 300 presenze nel campionato maltese.

### Nazionale
Dopo aver giocato alcuni incontri con le selezioni giovanili, esordisce con la nazionale maltese il 29 febbraio 2012 contro il Liechtenstein in amichevole. Esce nella ripresa, venendo sostituito da Luke Dimech.

## Statistiche

### Presenze e reti nei club
Statistiche aggiornate al 23 marzo 2023.
| Stagione        | Squadra         | Campionato      | Campionato | Campionato | Coppe nazionali | Coppe nazionali | Coppe nazionali | Coppe continentali | Coppe continentali | Coppe continentali | Altre coppe | Altre coppe | Altre coppe | Totale | Totale |
| Stagione        | Squadra         | Comp            | Pres       | Reti       | Comp            | Pres            | Reti            | Comp               | Pres               | Reti               | Comp        | Pres        | Reti        | Pres   | Reti   |
| --------------- | --------------- | --------------- | ---------- | ---------- | --------------- | --------------- | --------------- | ------------------ | ------------------ | ------------------ | ----------- | ----------- | ----------- | ------ | ------ |
| 2010-2011       | Hibernians      | PL              | 13+4       | 1+1        | CM              | 3               | 0               | -                  | -                  | -                  | -           | -           | -           | 20     | 2      |
| 2011-2012       | Hibernians      | PL              | 20+10      | 0+1        | CM              | 5               | 0               | -                  | -                  | -                  | -           | -           | -           | 35     | 1      |
| 2012-2013       | Hibernians      | PL              | 21+11      | 1          | CM              | 5               | 0               | UEL                | 2                  | 0                  | SM          | 1           | 0           | 40     | 1      |
| 2013-2014       | Hibernians      | PL              | 18+9       | 1          | CM              | 2               | 0               | UEL                | 2                  | 0                  | SM          | 1           | 0           | 32     | 1      |
| 2014-2015       | Hibernians      | PL              | 21+11      | 1+2        | CM              | 5               | 1               | UEL                | 2                  | 0                  | -           | -           | -           | 39     | 4      |
| 2015-2016       | Hibernians      | PL              | 31         | 7          | CM              | 2               | 0               | UCL                | 2                  | 0                  | SM          | 1           | 0           | 36     | 7      |
| 2016-2017       | Hibernians      | PL              | 31         | 6          | CM              | 1               | 0               | UEL                | 1                  | 0                  | -           | -           | -           | 33     | 6      |
| 2017-2018       | Hibernians      | PL              | 16         | 0          | CM              | 3               | 0               | UCL                | 4                  | 0                  | SM          | 1           | 0           | 24     | 0      |
| 2018-2019       | Hibernians      | PL              | 24+1       | 2          | CM              | 3               | 0               | -                  | -                  | -                  | -           | -           | -           | 28     | 2      |
| 2019-2020       | Hibernians      | PL              | 16         | 1          | CM              | 2               | 0               | UEL                | 2                  | 0                  | -           | -           | -           | 20     | 1      |
| 2020-2021       | Hibernians      | PL              | 19         | 2          | CM              | 2               | 0               | UEL                | 1                  | 0                  | -           | -           | -           | 22     | 2      |
| 2021-2022       | Hibernians      | PL              | 9          | 1          | CM              | 0               | 0               | UCL+UECL           | 1+4                | 0                  | -           | -           | -           | 14     | 1      |
| 2022-2023       | Hibernians      | PL              | 21         | 0          | CM              | 3               | 1               | UCL+UECL           | 0+2                | 0                  | SM          | 1           | 0           | 27     | 1      |
| Totale carriera | Totale carriera | Totale carriera | 306        | 27         |                 | 36              | 2               |                    | 23                 | 0                  |             | 5           | 0           | 370    | 29     |

### Cronologia presenze e reti in nazionale
| Cronologia completa delle presenze e delle reti in nazionale ― Malta | Cronologia completa delle presenze e delle reti in nazionale ― Malta | Cronologia completa delle presenze e delle reti in nazionale ― Malta | Cronologia completa delle presenze e delle reti in nazionale ― Malta | Cronologia completa delle presenze e delle reti in nazionale ― Malta | Cronologia completa delle presenze e delle reti in nazionale ― Malta | Cronologia completa delle presenze e delle reti in nazionale ― Malta | Cronologia completa delle presenze e delle reti in nazionale ― Malta |
| Data                                                                 | Città                                                                | In casa                                                              | Risultato                                                            | Ospiti                                                               | Competizione                                                         | Reti                                                                 | Note                                                                 |
| -------------------------------------------------------------------- | -------------------------------------------------------------------- | -------------------------------------------------------------------- | -------------------------------------------------------------------- | -------------------------------------------------------------------- | -------------------------------------------------------------------- | -------------------------------------------------------------------- | -------------------------------------------------------------------- |
| 29-2-2012                                                            | Ta' Qali                                                             | Malta                                                                | 2 – 1                                                                | Liechtenstein                                                        | Amichevole                                                           | -                                                                    | 46’                                                                  |
| 5-3-2014                                                             | Durazzo                                                              | Albania                                                              | 2 – 0                                                                | Malta                                                                | Amichevole                                                           | -                                                                    | 57’                                                                  |
| 4-9-2014                                                             | Žilina                                                               | Slovacchia                                                           | 1 – 0                                                                | Malta                                                                | Amichevole                                                           | -                                                                    | 63’                                                                  |
| 9-9-2014                                                             | Zagabria                                                             | Croazia                                                              | 2 – 0                                                                | Malta                                                                | Qual. Euro 2016                                                      | -                                                                    | 76’                                                                  |
| 10-10-2014                                                           | Ta' Qali                                                             | Malta                                                                | 0 – 3                                                                | Norvegia                                                             | Qual. Euro 2016                                                      | -                                                                    | 72’                                                                  |
| 25-3-2015                                                            | Tbilisi                                                              | Georgia                                                              | 2 – 0                                                                | Malta                                                                | Amichevole                                                           | -                                                                    | 71’                                                                  |
| 8-6-2015                                                             | Ta' Qali                                                             | Malta                                                                | 2 – 0                                                                | Lituania                                                             | Amichevole                                                           | -                                                                    | 63’                                                                  |
| 3-9-2015                                                             | Firenze                                                              | Italia                                                               | 1 – 0                                                                | Malta                                                                | Qual. Euro 2016                                                      | -                                                                    | 73’                                                                  |
| 10-10-2015                                                           | Oslo                                                                 | Norvegia                                                             | 2 – 0                                                                | Malta                                                                | Qual. Euro 2016                                                      | -                                                                    | 81’                                                                  |
| 13-10-2015                                                           | Ta' Qali                                                             | Malta                                                                | 0 – 1                                                                | Croazia                                                              | Qual. Euro 2016                                                      | -                                                                    |                                                                      |
| 11-11-2015                                                           | Istanbul                                                             | Giordania                                                            | 2 – 0                                                                | Malta                                                                | Amichevole                                                           | -                                                                    | 71’                                                                  |
| 24-3-2016                                                            | Ta' Qali                                                             | Malta                                                                | 0 – 0                                                                | Moldavia                                                             | Amichevole                                                           | -                                                                    | 52’                                                                  |
| 27-5-2016                                                            | Kufstein                                                             | Rep. Ceca                                                            | 6 – 0                                                                | Malta                                                                | Amichevole                                                           | -                                                                    | 46’                                                                  |
| 31-5-2016                                                            | Klagenfurt am Wörthersee                                             | Austria                                                              | 2 – 1                                                                | Malta                                                                | Amichevole                                                           | -                                                                    | 77’                                                                  |
| 31-8-2016                                                            | Pärnu                                                                | Estonia                                                              | 1 – 1                                                                | Malta                                                                | Amichevole                                                           | -                                                                    | 85’                                                                  |
| 8-10-2016                                                            | Londra                                                               | Inghilterra                                                          | 2 – 0                                                                | Malta                                                                | Qual. Mondiali 2018                                                  | -                                                                    |                                                                      |
| 11-10-2016                                                           | Vilnius                                                              | Lituania                                                             | 2 – 0                                                                | Malta                                                                | Qual. Mondiali 2018                                                  | -                                                                    | 80’                                                                  |
| 15-11-2016                                                           | Ta' Qali                                                             | Malta                                                                | 0 – 2                                                                | Islanda                                                              | Amichevole                                                           | -                                                                    | 78’                                                                  |
| 26-3-2017                                                            | Ta' Qali                                                             | Malta                                                                | 1 – 3                                                                | Slovacchia                                                           | Qual. Mondiali 2018                                                  | -                                                                    | 73’                                                                  |
| 6-6-2017                                                             | Graz                                                                 | Malta                                                                | 1 – 0                                                                | Ucraina                                                              | Amichevole                                                           | -                                                                    | 63’                                                                  |
| 10-6-2017                                                            | Lubiana                                                              | Slovenia                                                             | 2 – 0                                                                | Malta                                                                | Qual. Mondiali 2018                                                  | -                                                                    | 46’                                                                  |
| 1-9-2017                                                             | Ta' Qali                                                             | Malta                                                                | 0 – 4                                                                | Inghilterra                                                          | Qual. Mondiali 2018                                                  | -                                                                    |                                                                      |
| 4-9-2017                                                             | Glasgow                                                              | Scozia                                                               | 2 – 0                                                                | Malta                                                                | Qual. Mondiali 2018                                                  | -                                                                    | 85’                                                                  |
| 10-10-2020                                                           | Andorra la Vella                                                     | Andorra                                                              | 0 – 0                                                                | Malta                                                                | UEFA Nations League 2020-2021 - 1º turno                             | -                                                                    | 79’                                                                  |
| 11-11-2020                                                           | Ta' Qali                                                             | Malta                                                                | 3 – 0                                                                | Liechtenstein                                                        | Amichevole                                                           | -                                                                    |                                                                      |
| 24-3-2021                                                            | Ta' Qali                                                             | Malta                                                                | 1 – 3                                                                | Russia                                                               | Qual. Mondiali 2022                                                  | -                                                                    | 74’                                                                  |
| 27-3-2021                                                            | Trnava                                                               | Slovacchia                                                           | 2 – 2                                                                | Malta                                                                | Qual. Mondiali 2022                                                  | -                                                                    | 91’                                                                  |
| 30-3-2021                                                            | Fiume                                                                | Croazia                                                              | 3 – 0                                                                | Malta                                                                | Qual. Mondiali 2022                                                  | -                                                                    | 81’                                                                  |
| 30-5-2021                                                            | Klagenfurt am Wörthersee                                             | Malta                                                                | 0 – 3                                                                | Irlanda del Nord                                                     | Amichevole                                                           | -                                                                    | 82’                                                                  |
| 4-6-2021                                                             | Klagenfurt am Wörthersee                                             | Malta                                                                | 1 – 2                                                                | Kosovo                                                               | Amichevole                                                           | -                                                                    | 88’                                                                  |
| 11-11-2021                                                           | Ta' Qali                                                             | Malta                                                                | 1 – 7                                                                | Croazia                                                              | Qual. Mondiali 2022                                                  | -                                                                    | 46’                                                                  |
| 14-11-2021                                                           | Ta' Qali                                                             | Malta                                                                | 0 – 6                                                                | Slovacchia                                                           | Qual. Mondiali 2022                                                  | -                                                                    | 55’                                                                  |
| 27-9-2022                                                            | Ta' Qali                                                             | Malta                                                                | 2 – 1                                                                | Israele                                                              | Amichevole                                                           | -                                                                    | 60’                                                                  |
| 17-11-2022                                                           | Ta' Qali                                                             | Malta                                                                | 2 – 2                                                                | Grecia                                                               | Amichevole                                                           | -                                                                    | 80’                                                                  |
| 20-11-2022                                                           | Ta' Qali                                                             | Malta                                                                | 0 – 1                                                                | Irlanda                                                              | Amichevole                                                           | -                                                                    | 20’                                                                  |
| 23-3-2023                                                            | Skopje                                                               | Macedonia del Nord                                                   | 2 – 1                                                                | Malta                                                                | Qual. Euro 2024                                                      | -                                                                    | 45’ 77’                                                              |
| 9-6-2023                                                             | Lussemburgo                                                          | Lussemburgo                                                          | 0 – 1                                                                | Malta                                                                | Amichevole                                                           | -                                                                    | 46’                                                                  |
| 16-6-2023                                                            | Ta' Qali                                                             | Malta                                                                | 0 – 4                                                                | Inghilterra                                                          | Qual. Euro 2024                                                      | -                                                                    | 49’ 60’                                                              |
| 6-9-2023                                                             | Ta' Qali                                                             | Malta                                                                | 1 – 0                                                                | Gibilterra                                                           | Amichevole                                                           | -                                                                    | 76’                                                                  |
| 12-9-2023                                                            | Ta' Qali                                                             | Malta                                                                | 0 – 2                                                                | Macedonia del Nord                                                   | Qual. Euro 2024                                                      | -                                                                    | 46’                                                                  |
| 14-10-2023                                                           | Bari                                                                 | Italia                                                               | 4 – 0                                                                | Malta                                                                | Qual. Euro 2024                                                      | -                                                                    | 66’                                                                  |
| 17-10-2023                                                           | Ta' Qali                                                             | Malta                                                                | 1 – 3                                                                | Ucraina                                                              | Qual. Euro 2024                                                      | -                                                                    | 69’                                                                  |
| 17-11-2023                                                           | Londra                                                               | Inghilterra                                                          | 2 – 0                                                                | Malta                                                                | Qual. Euro 2024                                                      | -                                                                    | 59’                                                                  |
| Totale                                                               |                                                                      | Presenze                                                             | 43                                                                   |                                                                      | Reti                                                                 | 0                                                                    |                                                                      |

## Palmarès

### Club

#### Competizioni nazionali
- Campionato maltese: 3

Hibernians: 2014-2015, 2016-2017, 2021-2022
- Coppa di Malta: 2

Hibernians: 2011-2012, 2012-2013, 2024-2025
- Supercoppa di Malta: 2

Hibernians: 2015, 2022